# Papel Prensa (empresa)
Papel Prensa S. A. es una empresa argentina dedicada a la producción de papel prensa. Fue fundada en 1971, y su planta, inaugurada el 27 de septiembre de 1978, está en la localidad bonaerense de San Pedro. Provee de papel a más de 170 diarios en la Argentina.Es la única empresa que produce este insumo en el país. 
Es operada por un directorio elegido por la asamblea de accionistas. El Grupo Clarín posee el 48,7 % de las acciones y el resto se reparte entre el diario La Nación (22,5 %) y el Estado nacional de Argentina (28,8 %).
La empresa estuvo involucrada en una causa judicial iniciada en 2010 sobre supuestos crímenes de lesa humanidad relacionados con la adquisición de las acciones por parte de estos diariosSin embargo, en 2016, en una sentencia el juez a cargo de la causa resolvió que no se había podido demostrar la existencia de crímenes de esa naturaleza vinculados a la compra.

## Historia

### Origen de la empresa

#### Fundación
Papel Prensa S. A. (PPSA) fue fundada en Buenos Aires, el 15 de noviembre de 1971. Sus socios fundadores fueron: Civita, César Augusto; Lambardi, Roberto; Kuhl Livio Guillermo; Zavala Juan Ovidio; Barreira Delfino, Eduardo A.; Doretti, Cesar Alberto; Rey, Luis Alberto; Selasco, Alberto José; Levi, Alberto y Editorial Abril  SAICIFA. Su primer objeto social fue la instalación de una o más fábricas de papel prensa.

#### Producción papelera en Argentina
A mediados de 1969, durante la dictadura militar encabezada por Juan Carlos Onganía, el ministro de economía José Dagnino Pastore anunció un plan para desarrollar industrias básicas en el país, entre ellas la rama de la celulosa y el papel. También se anunció que se realizarían estudios para determinar el tamaño óptimo de planta así como sus características. Las alternativas eran 500 o 1000 toneladas diarias de papel. Según el ministro, la adjudicación del permiso para la producción se otorgaría a aquellos que mayores garantías den al gobierno y que el mismo apoyaría financieramente.
Este anuncio tuvo como voces opositoras dos frentes: los importadores de esta materia prima y la Asociación de Entidades Periodísticas Argentinas (ADEPA) que argumentaba que la aplicación de un impuesto a la importación para financiar la nueva empresa, encarecería las publicaciones y además se oponía a que el Estado Nacional pudiera ingresar como socio capitalista del emprendimiento.
En agosto de ese año, por medio de la Ley 18.312, Dagnino Pastore creó el Fondo para el Desarrollo de la Producción de Papel y Celulosa, impulsando así la creación de la primera empresa nacional de papel prensa y celulosa.
La ley preveía un sistema de financiamiento compuesto de un fondo destinado a la producción del papel prensa, administrado por el Banco Industrial de la República Argentina y un impuesto sobre las importaciones de papel de diario que duraría diez años. Su producido tendría afectación específica al mencionado fondo.
La instalación de la planta tendría dos etapas previas: en la primera el gobierno llamaría a un concurso internacional de antecedentes y precios donde la ganadora del mismo realizaría un estudio técnico-económico para la instalación de una planta de papel prensa. La segunda etapa era realizar un licitación donde el pliego de condiciones sería dicho estudio ya realizado. No se llegaron a realizar ninguna de las dos etapas.
El 26 de marzo de 1971 asumió la presidencia de facto Alejandro Agustín Lanusse. El 31 de marzo a través del decreto 43/1971, el gobierno llamó a licitación internacional para la instalación de una o más plantas productoras de papel, declaró de interés nacional la producción de papel para diario, estableció que los aportes que realizara el Estado Nacional recibirán como contrapartida acciones ordinarias de las sociedades adjudicatarias, con derecho a voto, el capital social de las sociedades adjudicatarias debería estar conformada en un 51 % de capital nacional, el 20 % del capital social debería estar conformado por acciones suscriptas por usuarios habituales de papel de diario radicados en el país, quienes tenían derecho ―por dicha participación― a elegir como mínimo un director de la sociedad.
El concurso internacional duró 180 días y el gobierno, mediante el decreto 1309/1972, estableció que de las tres presentaciones recibidas, solo una podía ser calificada como oferta. Se trataba de la presentación en conjunto hecha por César Augusto Civita, César Doretti, Luis Alberto Rey y Editorial Abril SA que, cumpliendo con los requisitos formales, no se ajustaba a todos los aspectos del pliego de condiciones, en particular al precio de venta del papel, tecnología utilizada y volumen de producción, por lo que el gobierno declaró desierto el concurso y adjudicó el emprendimiento en forma directa a la empresa Papel Prensa SA
El gobierno exigía que la planta se instalara en la margen derecha del río Paraná, aguas abajo de la localidad de San Nicolás de los Arroyos, y que se realizaran ensayos para utilizar la tecnología que se había descrito en el pliego de condiciones. La inversión sería de un equivalente de 62 millones de dólares estadounidenses, con una producción anual de 105 600 toneladas. También dispuso llamar a concurso internacional para la instalación de otra planta que cubriera las 234 400 toneladas de diferencia entre lo proyectado por Papel Prensa y las 340 000 del pliego.
De acuerdo al contrato entre el Estado y la empresa, el primero asumiría una participación minoritaria y se retiraría del proyecto a los 10 años de la puesta en marcha, lo que nunca ocurrió.

### Adquisición de la empresa por David Graiver

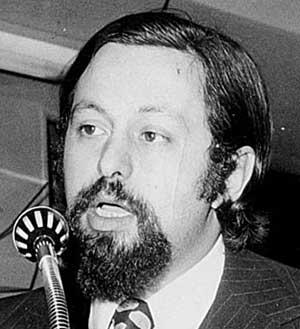
David Graiver.

La asamblea de Papel Prensa S.A. del 30 de abril de 1973 aprobó una emisión de acciones donde la empresa pasó a ser controlada casi en su totalidad por Luis A. Rey y por Rafael Ianover, quienes eran testaferros de David Graiver.
En 1975, Ingeniería Tauro SA y el Ing. César A. Doretti transfirieron 1 568 650 acciones a la compañía Galerías da Vinci S. A., que pertenecía al Grupo Graiver desde el 17 de abril de 1975. El 2 de noviembre de 1975, Rey transfirió 271 050 acciones; la titularidad de 86 000 de las mismas era controvertida.[cita requerida]
Graiver quedó así en control de la compañía hasta su fallecimiento, ocurrido el 7 de agosto de 1976 en un supuesto accidente aéreo en México.
Luego de la muerte de David Graiver, algunos medios de Argentina comenzaron a realizar publicaciones que acusaban al Grupo Graiver de tener vinculaciones con montoneros.
El diario Clarín incluyó estas cavilaciones en su portada de los días 17, 26 y 29 de septiembre y del 6, 15, 22 y 28 de octubre de 1976. El diario La Nación realizó notas similares en sus ediciones del 11, 15 y 24 de octubre de 1976. La revista Gente publicó un informe sobre Graiver el 14 de octubre de 1976. La revista Somos hizo lo mismo el 15 de octubre de 1976.
Papaleo dijo que a su marido lo mataron por Papel Prensa. Acorde a la denuncia, en 1976, una vez fallecido Graiver –accionista mayoritario de Papel Prensa–, la viuda comenzó a recibir amenazas para que la empresa fuera vendida a una sociedad conformada por Clarín, La Nación y La Razón. Días antes, el mexicano Gabriel Alarcón dueño del diario El Heraldo, le dijo a David Graiver "Tu debes vender Papel Prensa, porque te va a costar la vida."

### Adquisición de la empresa por Clarín, La Nación y La Razón
La viuda de David Graiver, Lidia Papaleo de Graiver, quien había regresado al país en 1976, fue contactada por diversas personas allegadas a la dictadura militar, quienes le instaron a vender las acciones de Papel Prensa SA. Pedro Martínez Segovia, el presidente de Papel Prensa SA y cercano al ministro de economía José Martínez de Hoz, invitó a Lidia Papaleo a tomar el té en el Plaza Hotel en el centro de la Ciudad de Buenos Aires. En dicha reunión le ordenó que: «No puede vender Papel Prensa ni a judíos ni a extranjeros». A su vez, el entonces Secretario de Estado Raymundo Juan Pío Podestá, a través del exministro de Bienestar Social, Francisco Manrique, le comunica al abogado de la familia, Miguel de Anchorena que debía realizarse la venta del control accionario de Papel Prensa SA a los diarios Clarín, La Nación y La Razón.
Según el Diario Clarín la operación fue legal y pública, mediante un artículo publicado el 24 de agosto de 2010, dijo que Lidia Papaleo de Graiver no participó en las negociaciones y que estas habían sido llevadas adelante por Juan Graiver e Isidoro Graiver, padre y hermano de David.
Guillermo Gainza Paz fue el intermediario entre los diarios y el llamado Grupo Graiver. El 2 de noviembre de 1976 el intermediario, luego de otras reuniones en que los accionistas rechazaron las ofertas por considerarlas «inadecuadas», convocó al abogado de la familia a una reunión urgente entre los directivos de los diarios Clarín, La Nación, y La Razón. Así, Lidia Papaleo y su hermano vendieron sus acciones a la sociedad denominada FAPEL, constituida por el diario Clarín, el diario La Nación, el diario La Razón, Ernestina Herrera de Noble, Héctor Magnetto, Marcos Peralta Ramos, Hugo Fernando Peralta Ramos y Bernardo Sofovich.
El valor total del traspaso de acciones fue de U$D 7 345 400.

En esa oportunidad, se firmaron los boletos de compra-venta de las acciones de la sucesión de Graiver, a través de Juan Graiver, Eva Gitnacht de Graiver y Lidia Papaleo de Graiver, esta última ejerciendo la patria potestad de su hija María Sol Graiver; de las acciones de Rafael Ianover, contador y confeso testaferro de Graiver; y de las acciones en manos de Galería Da Vinci. Poco después Papaleo fue llevada detenida a un centro clandestino de detención, donde recordó posteriormente.
Cuanto más sangraba yo, él me eyaculaba encima. De tanto picanearme, me dislocaron los hombros. Me ponían sobre un elástico, atada, y para escapar de la picana, me movía hacia un costado y el otro. Después ellos me tiraban en un calabozo, muy chiquito, muy frío.
Al terminar la reunión, el abogado del Diario Clarín, Bernardo Sofovich, apartó a Lidia Papaleo y le advirtió que debía huir del país esa misma noche por su propia seguridad.

#### FAPEL SA
La firma FAPEL SA fue constituida en 1974, con el objeto de presentarse a la Resolución N.º 588 del 10 de julio de 1974 del Ministerio de Economía para «realizar la fabricación, elaboración, industrialización y comercialización en la República Argentina de papel para diario». Su capital era de $ 12 000 000 representados por 1 200 000 acciones de un valor nominal de $ 10 cada una.
Ocho días después de la firma del boleto de compra-venta, el 10 de noviembre de 1976, la empresa FAPEL SA realizó una transferencia de las acciones adquiridas a los diarios Clarín, La Nación, y La Razón en partes iguales.
Según Clarín, Fapel cambió su objeto social original «para asegurar la continuidad de Papel Prensa», que en ese momento se encontraba paralizada.
El 11 de noviembre mediante conferencia de prensa realizada en la sede de la Asociación de Entidades Periodísticas Argentinas se informó que «múltiples circunstancias decidieron la ventaja de esa operación, con beneficio para los intereses de la República, la que no tendrá que comprometer importantes inversiones en una nueva planta en cuya construcción hubiera tenido que encarar FAPEL S. A.».
El mismo día el diario Clarín anunciaba que "los diarios argentinos producirán su propio papel" y detallaba que la decisión se había dado en la "gravitación del gobierno de las Fuerzas Armadas".
La Junta Militar, dictó con fecha de diciembre de 1976, el Acta N.º 14, en la cual se aprobaba la transferencia del paquete accionario, estableciéndose un plazo de noventa días para que los acreedores ejercieran sus derechos a reclamos.

#### Irregularidades denunciadas en el traspaso de acciones
- La compañía FAPEL SA, utilizada por los diarios La Nación, Clarín y La Razón para comprar las acciones «no registró ninguna actividad desde su creación» el 10 de julio de 1974 hasta el 2 de noviembre de 1976.[24]

- FAPEL SA no se encontraba, al momento de la transacción, legalmente regulada ante la Inspección General de Justicia, debido a que no había realizado los balances ni las asambleas de accionarios que obliga la ley.[28]

- La empresa FAPEL SA «no contaba con capital suficiente» para realizar el negocio de compra de las acciones.[24]

- En el contrato firmado entre los integrantes del llamado Grupo Graiver y FAPEL S. A. se encontraba la «cláusula inédita que indicaba que si FAPEL vendía lo adquirido antes de completar los pagos, los vendedores aceptaban que el nuevo comprador se haría cargo de la deuda».[26][18]

- La compra de acciones por un total de U$D 7 345 400, valuado por los compradores, pero la misma se realizó efectiva con un adelanto de U$D 7 000, menos del 0,1 % del total.[7]

- La «última actividad de FAPEL SA fue el 10 de noviembre de 1976», 8 días después de la adquisición, al vender esas acciones adquiridas a los diarios La Nación, Clarín y La Razón en partes iguales,[26][18] hasta 1 de julio de 1988 cuando fue disuelta por "impracticable su objeto".[7]

- Al momento de la compra, «se desconocía la cantidad de acciones y de qué clase eran». Recién el 5 de noviembre de 1976, en el juicio por la sucesión de David Graiver, se pidió que se realizase un inventario de las acciones de Papel Prensa SA que se encontraban en el Banco Nacional de Desarrollo. El inventario fue entregado el 24 de noviembre, 22 días después de realizada la cesión.[26]

- A la compra, «se desconocía el valor real y actual de las acciones vendidas». Recién el 24 de marzo de 1977, el Asesor de Menores de María Sol Graiver pidió informes acerca del valor de las acciones.[26][18]

- El 4 de agosto el Banco Nacional de Desarrollo presentó un informe sobre el precio de las acciones compradas por FAPEL SA, que demostraba que el valor pagado fue «sensiblemente inferior» al real.[18]

- El 29 de diciembre de 1977, los abogados de Clarín, La Nación y La Razón solicitaron al Juzgado Comercial N.º 21 que llevaba el caso de los pagos pendientes a los acreedores, la rescisión de la compraventa de las acciones de clase C y E de Papel Prensa SA. «La aprobación nunca fue realizada hasta el día de la fecha».[26][18]

- El Acta N.º 14 de diciembre de 1976 de la Junta Militar daba un plazo de noventa días para que los acreedores reclamasen,[29] y exactamente 3 meses después comenzaron a realizarse las detenciones ilegales y desapariciones del grupo Graiver.[26][18]

- En la investigación realizada por la Comisión Nacional de Recuperación Patrimonial el día 6 de abril de 1977 fue designado el general de brigada Oscar Gallino como «preventor militar». El día siguiente fue visitado por «los directores de Clarín, La Nación y La Razón con la intención de que la adquisición del paquete funcionario del Grupo Fundador de Papel Prensa SA no fuera incluido en la investigación». El día 9 de abril fue visitado otra vez, esta vez por los directores acompañados por los letrados de los diarios.[18]

### Detención de la familia Graiver
A partir de marzo de 1977, los familiares y miembros del grupo Graiver fueron detenidos en forma ilegal. El 8 de marzo, Juan Graiver de Papaleo; el 14, Lidia Papaleo, Silvia Fanjul y Lidia Gesualdi; el 12, Dante Marra, Julio Daich y Enrique Brodsky; el 15, Jorge Rubinstein; el 17, Isidoro Graiver; el 22, Martín Aberg Cobo; el 1 de abril de 1977, Edgardo Sajón; el 12, Rafael Ianover; el 15, Jacobo Timerman y Osvaldo Papaleo; el 19, Orlando Reinoso; el 22, Eva Gitnacht; fueron los más importantes. Todos ellos fueron llevados al centro clandestino de detención conocido como el pozo de Banfield. Algunos de ellos continúan aún como desaparecidos, otros fueron puestos a disposición del Poder Ejecutivo Nacional, y otros murieron debido a las torturas aplicadas.
De acuerdo a los diarios Clarín y La Nación, las detenciones de la familia Graiver se debieron a la vinculación de David Graiver con la organización guerrillera Montoneros y no con la venta de Papel Prensa, que había ocurrido cinco meses antes.
Según Jorge Lanata, el dinero que usó David Graiver para la compra de Papel Prensa provenía del secuestro hecho por Montoneros a los hermanos Born y que dicha organización ―luego de la muerte de Graiver― exigía el pago a Lidia Papaleo. Cuando el líder montonero Mario Firmenich fue detenido en Brasil, afirmó: «Papel Prensa nos pertenece a nosotros».
De acuerdo a Clarín, cuando Lidia y Osvaldo Papaleo y Rafael Ianover hicieron declaraciones en varios juicios en democracia, nunca hablaron de los hechos que hoy denuncian a la justicia.
Recién el 19 de abril de 1977, por la Resolución N.º 3 de la Junta Militar se incluyó en el Acta de Responsabilidad Institucional del 18 de junio de 1976 a Juan Graiver, Isidoro Miguel Graiver, Lidia Elba Papaleo, Rafael Ianover, Orlando Benjamín Reinoso y Francisco Fernández Bernardez, al igual que a los derecho habientes de David Graiver y Jorge Rubinstein. Esto implicó la interdicción de los bienes de los nombrados y la prohibición de que dispusieran o administraran los mismos y la intervención de la "Comisión Nacional de Recuperación Patrimonial" (CONAREPA).

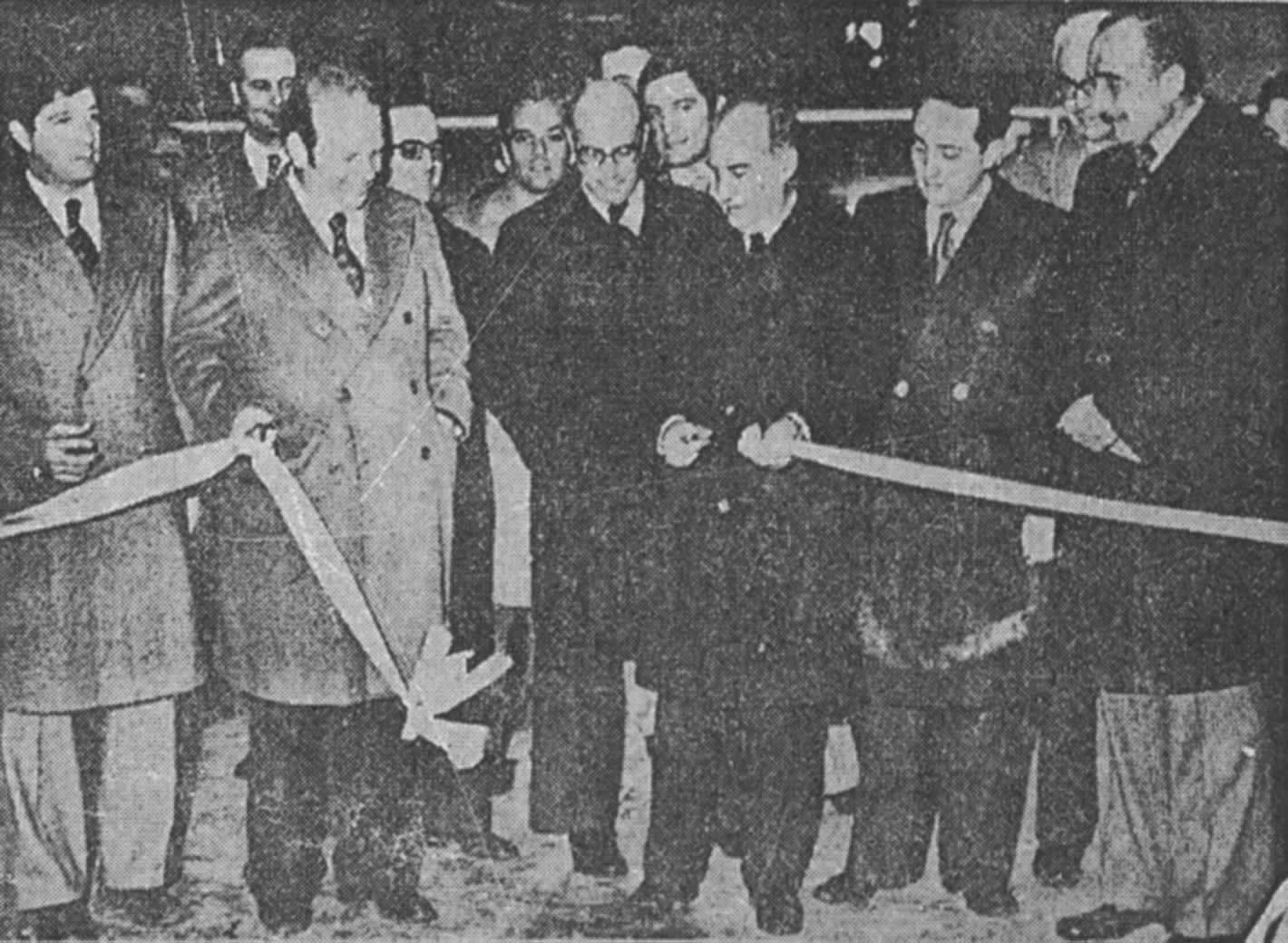
El 31 de julio de 1978 se puso en funcionamiento la planta productora de la empresa. En la foto: Bartolomé Mitre (IV), Héctor Magnetto, el secretario de Desarrollo Industrial, doctor Raymundo Podestá y el presidente del Banco Nacional de Desarrollo, doctor Ianella.

Luego de la detención de los Graiver, el ex almirante Massera, integrante de la Junta Militar que gobernaba de facto, buscaba intervenir la compañía argumentando que los diarios eran una pantalla de los Graiver, y que los Graiver —y, en consecuencia, la Organización Montoneros— seguían vinculados a la empresa.
Massera controlaba el área de prensa de la dictadura, y quería controlar el abastecimiento de papel para influir a los diarios.
Debido a la polémica por la supuesta vinculación entre Graiver y Montoneros y la compra hecha al Grupo Graiver, en mayo de ese año, Clarín, La Nación y La Razón afirmaron en el artículo «A la opinión pública» ―publicado en los tres diarios― que la compra de la compañía «se celebró a la luz pública y con el consentimiento previo y posterior del Estado». Según la nota, se resguardaba el abastecimiento de papel para todos los diarios.< En esta se podía leer varias falsedades sobre la compra de las acciones, entre otras cosas, que “el precio concertado, surgió en competencia con otras ofertas...”, lo cual no fue reportado por ninguna de las partes.
La dictadura militar intervino Papel Prensa en agosto de 1977, intervención que fue levantada a los cinco meses.
En septiembre de 1978 un grupo de empresarios, entre los que se encontraba Ernestina Herrera de Noble (directora del diario Clarín) y Bartolomé Luis Mitre (propietario del diario La Nación), junto a los altos mandos de la dictadura militar, inauguraron la planta de Papel Prensa.

### Papel Prensa desde 1977

#### Inhibición de nuevos socios
En el Anexo II del Acta Secreta 14 de la Junta Militar del 15 de diciembre de 1976, se afirma que Magnetto, Mitre y Peralta Ramos “no creían prudente ceder acciones de la Clase ‘A’ a otros posibles usuarios pues se compartiría y debilitaría la conducción” de Papel Prensa.

#### Sindicalización de acciones
A partir de un decreto de 2001 que obligaba a hacer públicos los pactos o convenios de acciones del régimen privado, fue dado a conocer el pacto de sindicalización de acciones llevado a cabo por los diarios Clarín, La Nación y Diario La Razón. Esta sindicalización fue firmada, según informaron las partes, el 18 de agosto de 1977, y fue dejada sin efecto el 22 de abril de 2010, como forma de evitar el dar a conocer el acuerdo completo.
Este acuerdo tuvo efectos de influir en la voluntad social, dejando de lado los intereses de los accionistas no sindicados (el Estado Nacional), establecer un trato igualitario para los miembros del sindicato, excluyendo a los que no forman parte, obligar a sus firmantes a votar con un criterio unitario, y fue usado como un instrumento abusivo y opresor de las minorías de accionistas.
El convenio fijó la distribución de todos los cargos ocupables en la dirección de Papel Prensa, y fijó un reglamento disciplinario a aplicar en caso de incumplimiento, entre ellas una multa del 25 % del valor de las acciones propiedad de la transgresora.
El acuerdo además contenía una cláusula de cartelización que establecía una barrera para la entrada de terceros al capital accionario.
Además, se informó de la firma de convenios complementarios; entre ellos, el firmado el 25 de octubre de 1978 acerca de la constitución de una Concejo de Vigilancia de Papel Prensa, integrado íntegro por los tres diarios. En el punto 5.13 del convenio se establecen la designación de los cargos de dicho Consejo y se especula con el cese de la representación del Estado Nacional en la empresa. ”.

## Infraestructura
Las instalaciones de Papel Prensa ocupan un área de 40.000 metros cuadrados, donde se encuentra la máquina de papel construida por la empresa finlandesa Valmet Oy y remodelada por la compañía Voith Sulzer. Puede generar una hoja de papel continua a más de mil metros por minuto. Esta hoja pesa 48,8 gramos por metro cuadrado y tiene un ancho de 770 cm.

## Investigaciones sobre la compra de PP por los diarios
Decreto Ley 21.618 de 1977
Ocho meses después de la compra de las acciones, el 12 de agosto de 1977, el presidente de facto Videla dictó el decreto ley 21.618, por cuyo artículo 1.º se ordenó la intervención de la Empresa, y en el artículo 2.º se dispuso que el Poder Ejecutivo Nacional "designará un veedor interventor" para "investigar el origen, en cada caso, del capital de compra de las acciones de Papel Prensa SA.”. El mismo día se dictó el Decreto N.º 2.414, por cuyo artículo 1º se nombró veedor-interventor al capitán Alberto D’Agostino.
El 27 de diciembre de 1977, el veedor capitán D’Agostino elevó el informe final. El mismo, ponía de manifiesto las irregularidades con respecto al origen y traspaso accionario de los distintos grupos y objetaba severamente diversos aspectos de la operación de adquisición por parte de los tres diarios, haciéndose hincapié en las anomalías en que habrían incurrido los distintos funcionarios y organismos participantes. Del informe, que no hace referencia a situación de los integrantes del "Grupo Graiver", que se hallaban detenidos ilegalmente y sometidos a un proceso militar, se desprende la intención de las autoridades de la dictadura terrorista de desvincular a Papel Prensa SA. del llamado "caso Graiver".
Entre las irregularidades relevada por el veedor fue que la Secretaría de Desarrollo Industrial, a cargo del Dr. Raymundo Juan Pío Podestá, no había exigido ni realizado el estudio técnico-económicofinanciero de dichos diarios, a fin de asegurar la financiación del proyecto tal como lo exigía el pliego. Además, la misma Secretaría y el Ministerio de Economía ―cuyo titular era José Alfredo Martínez de Hoz― habían consentido que los diarios innovaran la práctica de utilizar acciones Clase “A” con el beneficio del diferimiento Impositivo, y que se efectuaran los depósitos de sumas provenientes de capital y de préstamos del Banco Nacional de Desarrollo en bancos privados nacionales y extranjeros, en violación a lo establecido en el contrato. Tampoco se había exigido la constitución de la garantía por multas, ni el cumplimiento en término del cronograma de obras. Asimismo, se había omitido exigir el compromiso asumido por los tres diarios de garantizar o avalar, con sus propios patrimonios sus obligaciones contractuales.
Pese a ello, ni la Junta de Comandantes, ni el Ministerio de Economía y ni la Secretaría de Desarrollo Industrial, realizaron acciones para profundizar la investigación o para deslindar las responsabilidades de los funcionarios públicos intervinientes.
Juzgado Federal N.º 3 de La Plata
El 31 de agosto de 2010, el Boletín Oficial publicó el Decreto 1210/2010, firmado por la presidenta Cristina Fernández, Aníbal Fernández (jefe de Gabinete) y Julio Alak (ministro de Justicia), el cual dispone a la Secretaría de Derechos Humanos poner a disposición del Poder Judicial el informe Papel Prensa SA: la verdad, y que intervenga como parte querellante en las causas que resulten y en las que se investigue la comisión de delitos de lesa humanidad en perjuicio de quienes fueran integrantes de la firma Papel Prensa SA y de otras personas con las que aquellos tenían alguna vinculación.
Instruye además a la Procuración del Tesoro de la Nación para que intervenga en las causas relacionadas con la firma Papel Prensa SA. relativas a prácticas desleales, actividades monopólicas, abuso de posición dominante, perjuicios al Estado Nacional en su carácter de socio y a los restantes accionistas y a los adquirentes en Bolsa, así como en todas aquellas que pudieran surgir de las investigaciones que se realicen, efectuando las denuncias, reclamos y querellas que correspondan.
En abril de 2011 la Unidad Fiscal Federal de La Plata, que interviene en casos de terrorismo de Estado, calificó como «crimen de lesa humanidad a los hechos que rodearon la transferencia de acciones de la empresa Papel Prensa entre 1976 y 1977». Los fiscales Rodolfo Marcelo Molina y Hernán Schapiro destacaron que «las pruebas revelan que los hechos denunciados podrían ser parte de acciones persecutorias e impregnadas por espurios intereses económicos».
Según el escrito, esas acciones «fueron promovidas por las máximas autoridades del Estado Nacional con la presunta colusión de los representantes y/o propietarios de Clarín, La Nación y La Razón». Daniel Raposo, titular de la Sindicatura General de la Nación (Sigen), indicó que lo resuelto por la fiscalía «es un dictamen trascendente por la política de Derechos Humanos. Levantar el velo del poder civil y el rol que tuvo junto al poder militar es un tema sustancial en materia de derechos humanos».

## El debate en 2010
En marzo de 2010, antes del aniversario del golpe de Estado de 1976, se presentó en los medios un debate acerca de lo que había sucedido con Papel Prensa. Existían dos versiones contrapuestas: la primera, sostenida desde relatos como los del embajador argentino Héctor Timerman, relataba un contexto de presiones y secuestros a los titulares de las acciones, Juan Graiver, Lidia Papaleo de Graiver y Rafael Ianover, al momento de firmar el traspaso de acciones. En tanto los diarios que pertenecen a los accionistas privados de Papel Prensa, señalan esta versión como una tergiversación y un intento de parte del Gobierno de Cristina Fernández para tomar control de Papel Prensa y así el acceso de los diarios a un insumo básico.
Periodistas como Horacio Verbitsky y políticos como Rafael Bielsa realizaron sendas denuncias en varios medios sobre los delitos de lesa humanidad cometidos en la compra de la empresa.
Como contrapartida, editorialistas de los medios accionistas defendieron la posición de los diarios accionistas como la verdadera y acusaron al gobierno de «intentar apropiarse» de la empresa como método de control de la información.
El 6 de agosto de 2010, el diario Tiempo Argentino publicó un artículo incluyendo una carta de Lidia Papaleo (viuda de David Graiver) dirigida a Guillermo Moreno (secretario de Comercio Interior). En la misma la autora hizo afirmaciones acerca de presiones y «horrores» padecidos desde la muerte de su esposo. Dijo que había sido despojada por Clarín, La Nación y La Razón de las acciones de la familia con la complicidad de la Junta Militar. Afirmó que las amenazas de muerte hacia su persona y la de su hija eran constantes, reclamándole que aceptara la venta de la empresa.

Todo el grupo familiar estaba desquiciado por las presiones por parte de la Junta Militar. [...] Fui citada para el día 2 de noviembre de 1976, por la noche, a una reunión en las oficinas de La Nación, conjuntamente con los integrantes de la familia Graiver. [...] Yo con Magnetto de Clarín, en otro aparte, donde coloquialmente me aseguró: «Firme o le costará la vida de su hija y la suya». No había chances.
Lidia Papaleo

Acerca de su detención por la dictadura militar, el 14 de marzo de 1977, la autora concluye:

"Todo el horror que fue mi vida después de mi secuestro es indescriptible en la serie de perversiones, vejaciones y tormentos a la que fui sometida, no obstante que deseo concluir con la presente reiterando que prefiero ver los ojos y la cara de mis torturadores, antes que ver los ojos de Magnetto en el momento en que me amenazaba para que firmara".
Lidia Papaleo

### Informe «Papel Prensa: La Verdad»
El 31 de marzo de 2010, la Secretaría de Comercio Interior firmó la Resolución N.º 126 dictando investigar «los hechos ocurridos en torno a la transferencia accionaria a favor de S. A. La Nación, Arte Gráfico Editorial Argentino (AGEA) y SA La Razón E. E. F. I. C y A.”, del capital social de Papel Prensa SAICF y de M., a partir del año 1976». Publicada en el Boletín Oficial el día 4 de abril de 2010.
El 24 de agosto de 2010, la presidenta Cristina Fernández de Kirchner presentó en un acto público un documento titulado Papel Prensa: La verdad elaborado por la Secretaría de Comercio Interior, en donde se sostiene a través de sus 218 páginas «cómo las autoridades de facto adoptaron la determinación de obligar a los herederos de David Graiver de disolver el grupo económico que este encabezaba, transfiriendo las empresas que lo conformaban».
El mismo se encuentra basado en los testimonio de Lidia Papaleo, Rafael Ianover, José Pirillo y Víctor Javkin, y en documentación recabada tanto de los diarios de la época, como en diversos informes administrativos y judiciales.
El día posterior, Isidoro Graiver (hermano de David Graiver) publicó en los diarios Clarín y La Nación una solicitada deslindando la responsabilidad de esos diarios en la compra de Papel Prensa.
Al día siguiente, el 27 de agosto de 2010, el diario Tiempo Argentino publicó un reportaje del 10 de junio de 2010 en el que Isidoro Graiver había dado una versión de los hechos distinta a lo dicho en la solicitada y que apoyaba las conclusiones del informe elaborado por la Secretaría de Comercio Interior.
El 31 de agosto de 2010, el Boletín Oficial publicó el Decreto 1210/2010, firmado por la presidenta Cristina Fernández, Aníbal Fernández (jefe de Gabinete) y Julio Alak (ministro de Justicia), el cual dispone a la Secretaría de Derechos Humanos poner a disposición del Poder Judicial el informe Papel Prensa SA: la verdad, y que intervenga como parte querellante en las causas que resulten y en las que se investigue la comisión de delitos de lesa humanidad en perjuicio de quienes fueran integrantes de la firma Papel Prensa SA y de otras personas con las que aquellos tenían alguna vinculación.
Instruye además a la Procuración del Tesoro de la Nación para que intervenga en las causas relacionadas con la firma Papel Prensa SA. relativas a prácticas desleales, actividades monopólicas, abuso de posición dominante, perjuicios al Estado Nacional en su carácter de socio y a los restantes accionistas y a los adquirentes en Bolsa, así como en todas aquellas que pudieran surgir de las investigaciones que se realicen, efectuando las denuncias, reclamos y querellas que correspondan.
En abril de 2011 la Unidad Fiscal Federal de La Plata, que interviene en casos de terrorismo de Estado, calificó como «crimen de lesa humanidad a los hechos que rodearon la transferencia de acciones de la empresa Papel Prensa entre 1976 y 1977». Los fiscales Rodolfo Marcelo Molina y Hernán Schapiro destacaron que «las pruebas revelan que los hechos denunciados podrían ser parte de acciones persecutorias e impregnadas por espurios intereses económicos».
Según el escrito, esas acciones «fueron promovidas por las máximas autoridades del Estado Nacional con la presunta colusión de los representantes y/o propietarios de Clarín, La Nación y La Razón». Daniel Raposo, titular de la Sindicatura General de la Nación (Sigen), indicó que lo resuelto por la fiscalía «es un dictamen trascendente por la política de Derechos Humanos. Levantar el velo del poder civil y el rol que tuvo junto al poder militar es un tema sustancial en materia de derechos humanos».

### Respuesta del Grupo Clarín
El Grupo Clarín, ante este reavivamiento del debate por la compra de la fábrica de papel, reiteró su posición de que la compra fue lícita.
Así, publicó en varios medios y en su propia página web su versión; dice que "las acciones fueron compradas a la familia Graiver varios meses antes de su persecución por la dictadura militar. Los militares se opusieron a la operación y acusaron a los diarios de financiar a los Montoneros por la relación de estos con los Graiver.
Al momento de la compra, el 2 de noviembre de 1976, la planta de Papel Prensa estaba paralizada y endeudada. La operación fue legal y legítima, se hizo a la luz pública y se le dio amplia difusión en los diarios del país. 
Además, sostiene que "el caso Graiver fue investigado en democracia, por el Juez Miguel Pons, por la Cámara Federal y por el Fiscal Molinas. No se encontró vínculo alguno entre la detención de los Graiver y Papel Prensa, ni se formuló imputación alguna a los diarios." Y acusa al gobierno de Cristina Fernández de querer "apropiarse" de la empresa, "los reiterados hechos de violencia física y verbal ocurridos desde 2009 en torno a Papel Prensa confirman la intención gubernamental de apropiarse de la empresa a cualquier costo. El Gobierno violando la división de poderes, preparó un informe ilegal, basado en tergiversaciones, a través del cual pretende modificar los hechos históricos para justificar así una posterior intervención de la empresa, que hasta ahora no fue posible por los frenos de la Justicia. Más aún desde que en septiembre de 2010 el Gobierno intentó criminalizar la adquisición de la compañía por parte de los diarios, se han presentado ante la Justicia una gran cantidad de pruebas que desmienten rotundamente las falacias oficiales y confirman la legalidad de la operación.

### Caso judicial
El juez Julián Ercolini, a cargo de la causa, dictaminó en 2016 el sobreseimiento de Héctor Magnetto, Bartolomé Mitre, Ernestina Herrera de Noble, Raymundo Juan Pío Podestá y Guillermo Juan Gainza Paz. Dictaminó que no existiría evidencia de que la venta hubiese estado influida por crímenes cometidos durante el proceso militar, ni de que la venta se hubiese realizado a un precio significativamente inferior al de mercado.

## Crítica

### Revista Cabildo
La revista Cabildo, en su edición del mes de marzo-abril de 1979, se hablaba de la Subversión de los Graiver y el escándalo de Papel Prensa, y se criticaba claramente a los diarios Clarín, La Nación y La Prensa.

Es que «estos tres desinteresados salvadores de Papel Prensa SA comprada a los Graiver» no han vacilado en sacrificar a los centenares de colegas esparcidos por todo el país en aras de su exclusivo interés monopólico, ayudados desde el Ministerio de Economía de la Nación.
Revista Cabildo, abril de 1979

### Centro de Estudios Legales y Sociales
El Centro de Estudios Legales y Sociales, en noviembre de 1978, dio difusión a una nota escrita por el político demócrata progresista Ricardo Molinas, de la Asamblea Permanente por los Derechos Humanos, redactada el 18 de noviembre de 1978 y titulada “Impuesto en beneficio de particulares”, acerca de la instauración de un impuesto al papel importado, como método de protección a la fabricación nacional de papel.
En ese documento, Molinas sostuvo que “la política de apertura irrestricta a las importaciones, que estaba destruyendo a la industria nacional, no rige para los casos de empresas o actividades en manos de amigos, como la fábrica de papel”. Además, se refiere a su adquisición por La Nación, Clarín y La Razón.

"La esposa de Graiver ha denunciado ante la Justicia que fue presionada desde el Ministerio para transferir las acciones a vil precio, en beneficio de los que aparecen como adquirentes. Por otra parte el importe del precio de las acciones, al menos en parte, fue consignado, pero no ha llegado a manos de sus dueños o propietarios originarios, que estaban inhabilitados para vender".
Ricardo Molinas

Según el documentado, el anunciado impuesto a la importación de papel tenía “por objeto confesado: a) que Papel Prensa, en manos amigas, pueda sobrevivir y que los amigos ganen; b) otorgar al Estado el manejo del papel de diario, y acentuar de ese modo el control o censura sobre la información”. Agregaba, entre “otros objetivos no confesables” el “asegurar el apoyo de tres grandes diarios, que justamente a partir de este negocio, han demostrado una muy buena predisposición para el gobierno”. Molinas, a su vez, se preguntaba por qué se labró un acta en la que constó el acuerdo de la Junta Militar para esa aparente transacción entre privados; si el juez de la sucesión de David Graiver la había autorizado; quiénes eran los accionistas que aprobaron lo actuado, cuál fue el precio de compra de las acciones y si los vendedores estaban habilitados para disponer de sus bienes.

### Subsidios a Clarín
Varios especialistas sostienen que Papel Prensa ejecuta un «subsidio encubierto» al diario Clarín, socio mayoritario de la empresa desde la quiebra de La Razón y la compra del mismo por parte del Grupo Clarín. Este subsidio se realizaría mediante dos métodos diferentes.
El primer caso, denunciado como la mayor parte del subsidio, se origina en el precio del papel que se vende a dicha empresa. Clarín fue denunciado en varias oportunidades por contar con un precio inferior al costo de producción. Durante los últimos 10 años, las editoriales que no accedieron al precio preferencial que poseen Clarín y La Nación, tuvieron que pagar hasta un 58 % más caro el papel.
Por otra parte, el 71 % del papel de diario vendido por la empresa durante los últimos seis años fue para Clarín y La Nación. El grupo editorial perteneciente al Grupo Clarín, recibió más de las dos terceras partes de esa provisión.
Además, se ha denunciado que el directorio de Papel Prensa, controlado por Clarín y La Nación, ha regulado el mercado del papel prensa, mediante recios y volúmenes producidos. En la última década, la fabricación funcionó al 85 % de su capacidad, bajando al 79 % en 2009.
El otro accionar denunciado como subsidio encubierto es el realizado a través de la compra de la devolución de diario a un precio cercano al precio de tapa, cuando al resto de las editoriales se les abona un precio considerablemente menor.